# Атанасиос Великис
Атанасиос Николау Великис (на гръцки: Αθανάσιος Βελίκης του Νικολάου) е гръцки лекар и политик от Нова демокрация.

## Биография
Роден е в 1933 година в сярското село Долна Нушка (Дафнуди), Гърция. Учи медицина в Ерлаген, Германия, където като студент преподава курсове по анатомия на по-млади ученици. Специализира хирургия в Цюрихския университет, Швейцария. Основава частната клиника „Велики“ в Катерини. Присъединява се към партията Нова демокрация и е избран за първи път за член на парламента от Пиерия на изборите през юни и ноември 1989 година. На изборите от 8 април 1990 година отново е избран за депутат.
Атанасиос Великис се пенсионира като лекар през 2006 година. Умира през юни 2009 година и е погребан в Катерини.